# XDA Developers
XDA Developers (также известный как XDA, часто используется xda-developers) — сообщество мобильных разработчиков, насчитывает более 5 миллионов участников по всему миру, форум был основан 20 декабря 2002 года. Хотя дискуссии в первую очередь вращаются вокруг Android, участники обсуждают многие другие ОС и смежные темы.

## История
Форум XDA-Developers.com (XDA Developers) был основан NAH6 Crypto Products BV (Нидерланды). 10 января 2010 XDA-Developers был куплен JB Online Media, LLC (США). Название XDA Developers изначально было заимствовано из O2 XDA, который позиционировал себя как PDA с «дополнительным» функционалом.

## Описание
Главная цель форума — это дискуссии, поиск неисправностей и разработка ПО для Android, Windows Phone, WebOS, Ubuntu Touch, Firefox OS и Tizen телефонов. Сайт также предлагает для пользователей Windows Mobile и Android общую информацию об устройствах, обновление ROM, техническую поддержку, ответы на популярные вопросы, обзоры популярного программного обеспечения гаджетов. Отдельный форум существует для моделей телефонов, разработанных Sony, HTC, Samsung, LG, Motorola, и многих других. Форумы также доступны для планшетов и многих других устройств.

## Владелец
Joshua Solan управляет XDA Developers через свою компанию JB Online Media, LLC.
Компания JB Online Media, LLC расположена по адресу:
1400 N Providence Blvd, Suite 303, Media, PA 19063, USA.

## Споры по поводу пользовательских прошивок
В феврале 2009 года компания Microsoft потребовала от XDA Developers удалить все OEM прошивки. В ответ была создана и подписана петиция более 10000 членов XDA Developers. Петиция была отложена, когда Microsoft перестали настаивать на удалении кастомных прошивок.
CNET Азия считает, что XDA Developers предложили возможное решение проблем для Windows-устройств. В других обзорах мобильных телефонов тестировщики с CNET предпочитают использовать прошивки, разработанные XDA Developers, для детальных тестов.
Многие программные и технические решения, улучшающие работу устройств, были разработаны активными участниками XDA Forum. XDA Portal, запущенный в феврале 2010-го, является источником для новостей мобильных телефонов для разработчиков Android.

## Официальные порталы
- xda-developers.com — официальный сайт XDA Developers
- forum.xda-developers.com — официальный сайт XDA Developers
- XDA Developers в X
- XDA Developers (англ.) — официальный канал на YouTube